# Ponte di Rande
Il ponte di Rande è un ponte strallato autostradale a due carreggiate che attraversa lo Stretto di Rande, nella provincia di Pontevedra in Spagna. Fu progettato dall'ingegnere italiano Fabrizio de Miranda con Alfredo Passaro e con lo spagnolo Florencio del Pozo e costruito dall'Impresa spagnola Cubiertas y Tejados e Mzov che aveva vinto l'appalto concorso internazionale. Il ponte fu ultimato nel 1978. Il suo tracciato fa parte della rete delle Autopistas del Atlántico. 
Misura 1558 m di lunghezza, le pile che lo sostengono hanno un'altezza di 148 m e la luce centrale misura 400 m. Alla data della costruzione era uno dei più grandi ponti strallati del mondo. Nel 1979 a Montreux (CH) i progettisti hanno ricevuto il premio europeo ECCS-CECM (Convenzione Europea della Costruzione Metallica) per il valore dell'Opera.
Il ponte, che unisce i comuni di Redondela e Moaña attraverso lo stretto di Rande, è tuttora uno dei ponti strallati più grandi della Spagna ed è un'opera di ingegneria che caratterizza la ria di Vigo.
Attualmente sopporta un traffico di oltre 50.000 veicoli al giorno.

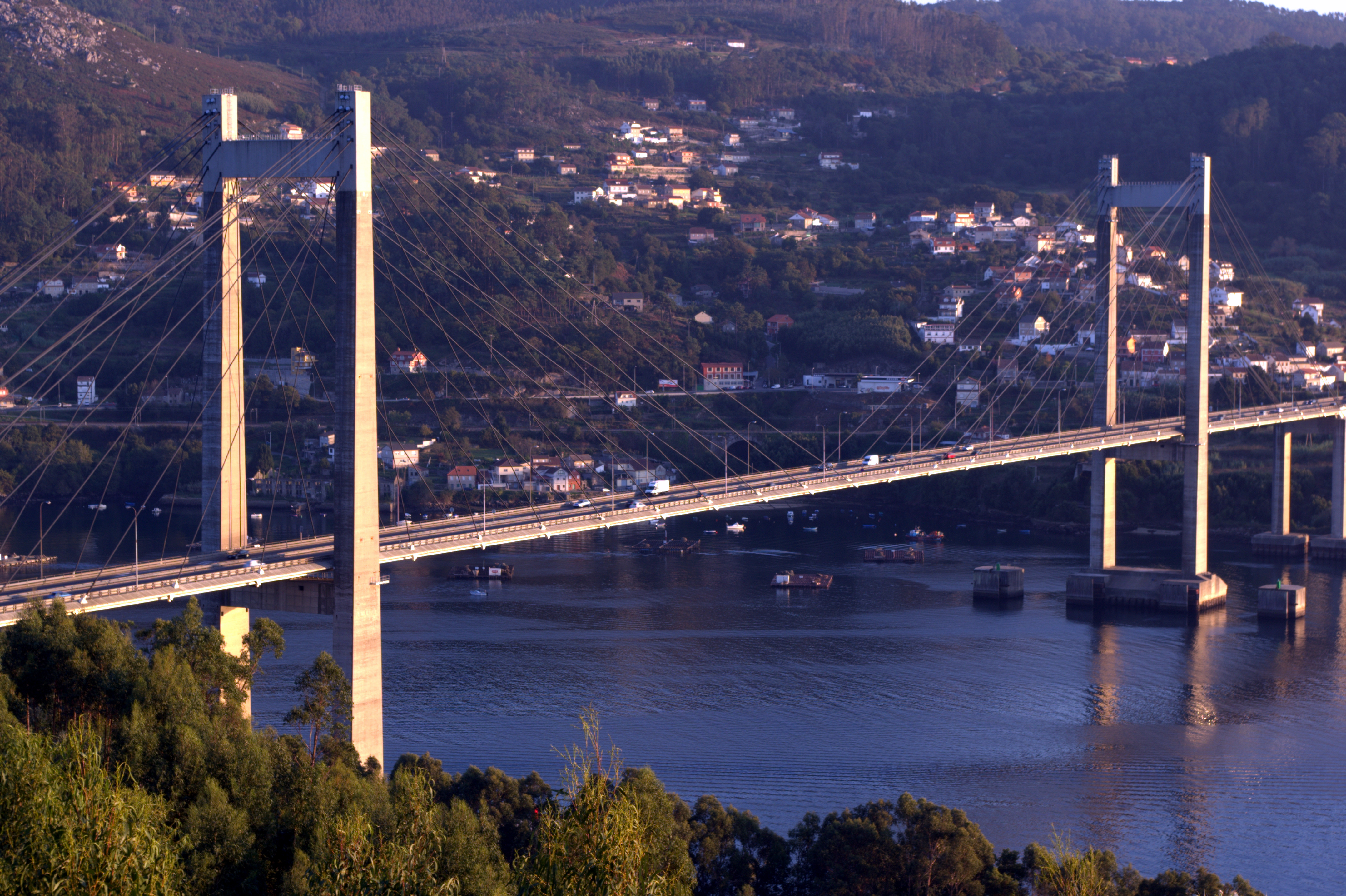
Vista complessiva
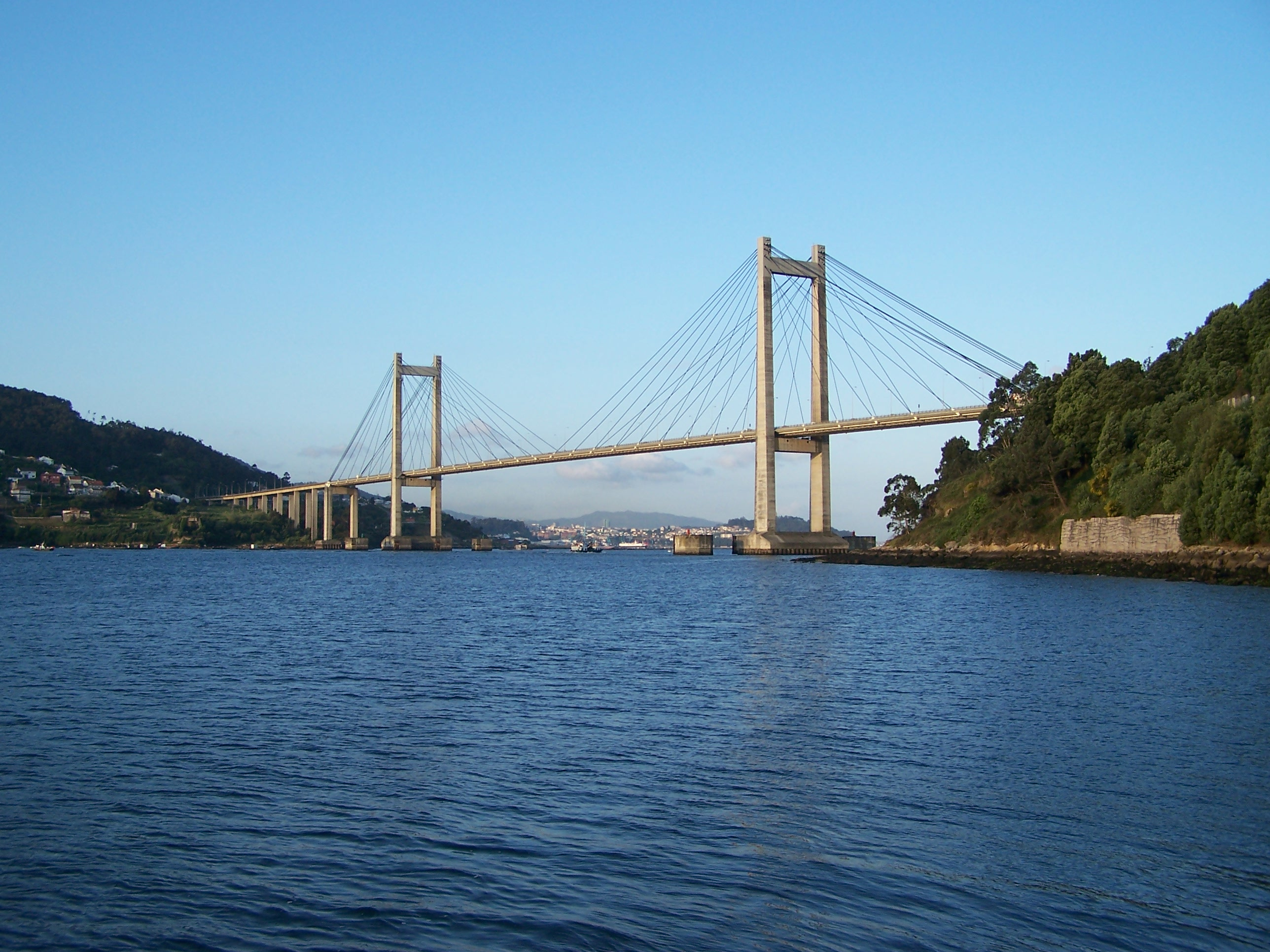
Vista complessiva
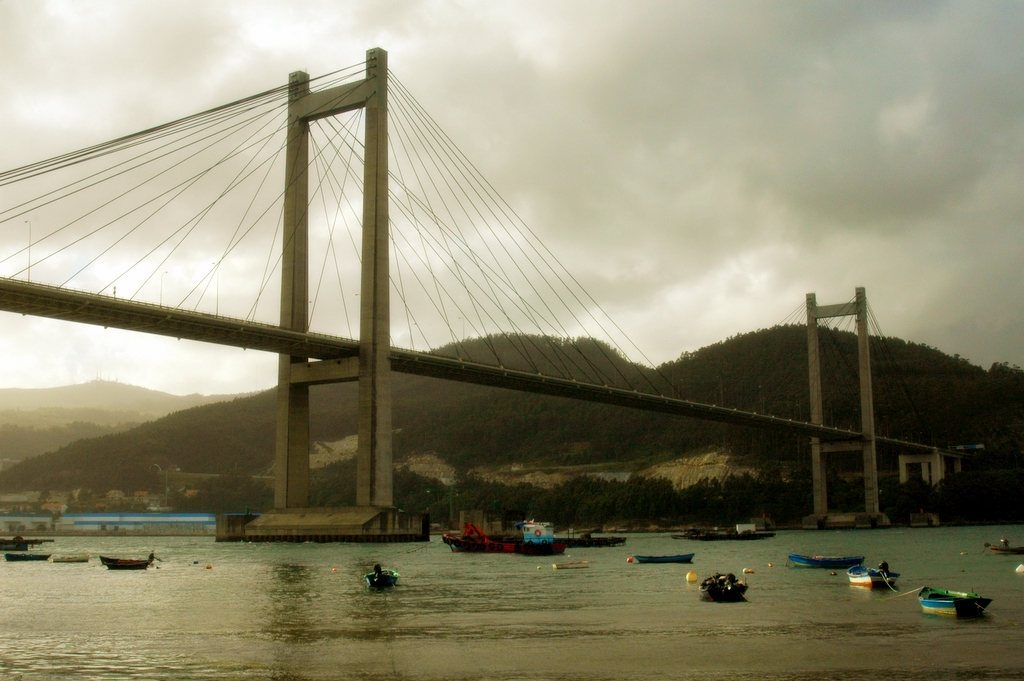
Vista complessiva
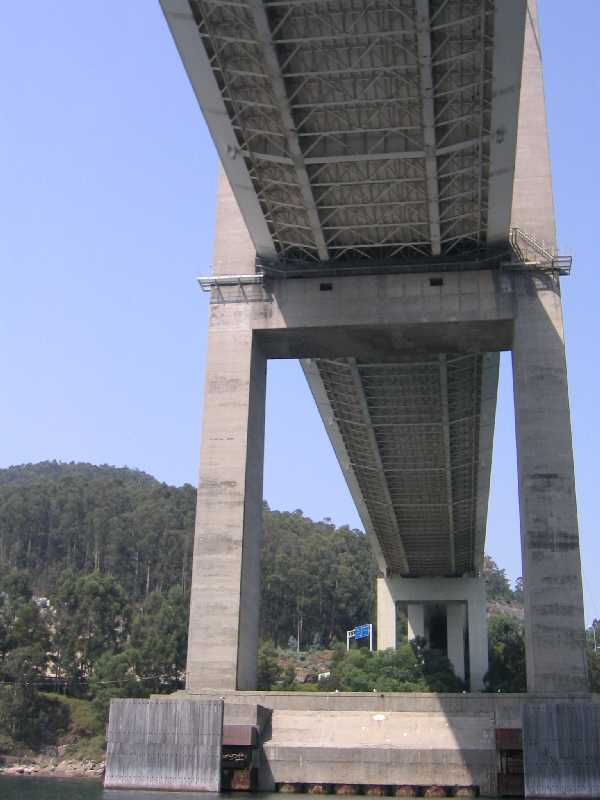
Impalcato visto dal basso
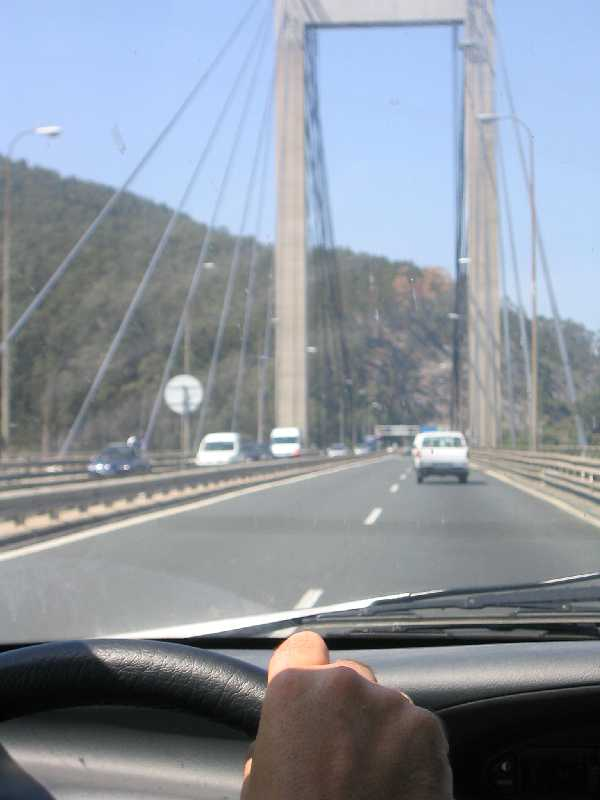
Una delle due pile vista dalla carreggiata